# Денисенко Ігор Васильович
Ігор Васильович Денисенко  (* 4 травня 1930, Київ — † 12 березня 2007, Київ) — політв'язень, представник післявоєнного українського андеграунду.

## Біографія
Значний вплив на становлення світогляду мали традиції родин Денисенків — Безручків, а також — майже дворічне спілкування з провідними діячами УАПЦ (1942–1943 рр.). Вищу освіту (1947 р. став студентом медінституту) здобути не встиг — 1948 р. був заарештований у справі ОУН. 
Пройшов табори Мордовії та Колими.
Після звільнення у 1958 р. повернувся до Києва. Матері живою вже не застав, а оселився в батька, у помешканні, що залишилося після смерті О. В. Шамраєвої (Петрицької, Василенко) по  вул. Паньківська, 9 — у будинку М. С. Грушевського. Оскільки шлях до вищої освіти вже був закритий, працював робітником-зварювальником. Незважаючи на можливість повторних арештів, перебував у вирі українського громадського життя столиці, багато читав. 
Завдяки Ігореві Васильовичу було врятовано і передано науковцям багато цінних матеріалів з документальної спадщини Михайла Грушевського. 
Останніми роками працював над створенням циклу спогадів про побачене і пережите.
Похований 14 березня 2007 р. на Північному кладовищі.

## Сім'я
- Батько: Денисенко Василь Семенович (1896–1964) — український історик та етнограф, представник школи М. С. Грушевського.

- Мати: Безручко (Денисенко) Марія Іванівна — викладач музики. Племіниця генерал-хорунжого Армії УНР М. Д. Безручко.

- Син: Денисенко Вадим Ігорович

## Твори
- Денисенко І. У будинку Михайла Грушевського // Зона.- № 18. — 2004. — С. 33-41.
- Денисенко І. Уривки з минулого. Ч. І. До 1948-го / Примітки Кучеренка М. і Преловської І. // Молода нація. − № 2 (35). − 2005. − С. 5-60.